# Pologne aux Jeux olympiques d'été de 1964
L'équipe de Pologne olympique a remporté 23 médailles (7 en or, 6 en argent, 10 en bronze) lors de ces Jeux olympiques d'été de 1964 à Tokyo, se situant à la 7e place des nations au tableau des médailles.
L'athlète  Waldemar Baszanowski est le porte-drapeau d'une délégation polonaise comptant 140 sportifs (115 hommes et 25 femmes).

## Liste des médaillés polonais

### Médailles d'Or
| Sport              | Discipline             | Sportifs                                                     | Performance |
| Médailles d'or : 7 |                        |                                                              |             |
| Athlétisme         | Triple Saut (H)        | Józef Szmidt                                                 | 16,85 m     |
| Athlétisme         | 4 x 100 mètres (F)     | Teresa Cieply Irena Szewińska Halina Górecka Ewa Kłobukowska | 45 s 6      |
| Boxe               | Legers                 | Józef Grudzień                                               |             |
| Boxe               | Super Legers           | Jerzy Kulej                                                  |             |
| Boxe               | Mi-moyen               | Marian Kasprzyk                                              |             |
| Escrime            | Fleuret individuel (H) | Egon Franke                                                  |             |
| Haltérophilie      | Poids léger            | Waldemar Baszanowski                                         |             |

### Médailles d'Argent
| Sport                  | Discipline             | Sportifs                                                                   | Performance |
| Médailles d'argent : 6 |                        |                                                                            |             |
| Athlétisme             | 4 x 100 mètres (H)     | Andrzej Zielinski Wieslaw Maniak Marian Foik Marian Dudziak                | 39 s 3      |
| Athlétisme             | 200 mètres (F)         | Irena Szewińska                                                            | 23 s 1      |
| Athlétisme             | 80 mètres Haies (F)    | Teresa Cieply                                                              | 10 s 5      |
| Athlétisme             | Saut en longueur (F)   | Irena Szewińska                                                            | 6,60 m      |
| Boxe                   | Mouche                 | Artur Olech                                                                |             |
| Escrime                | Fleuret par équipe (H) | Zbigniew Skrudlik Witold Woyda Egon Franke Ryszard Parulski Janusz Różycki |             |

### Médailles de Bronze
| Sport                    | Discipline           | Sportifs | Performance |
| Médailles de bronze : 10 |                      | |             |
| Athlétisme               | 400 mètres (H)       | Andrzej Badenski | 45 s 6      |
| Athlétisme               | 100 mètres (F)       | Ewa Kłobukowska | 11 s 6      |
| Boxe                     | Super Mi-moyen       | Józef Grzesiak |             |
| Boxe                     | Moyen                | Tadeusz Walasek |             |
| Boxe                     | Mi-lourd             | Zbigniew Pietrzykowski |             |
| Escrime                  | Sabre par équipe (H) | Jerzy Pawlowski Ryszard Zub Andrzej Piatkowski Emil Ochyra Wojciech Zablocki |             |
| Haltérophilie            | Poids plume          | Mieczysław Nowak |             |
| Haltérophilie            | Poids léger          | Marian Zieliński |             |
| Haltérophilie            | 82,5-90 kg           | Ireneusz Paliński |             |
| Volleyball               | équipe (F)           | Krystyna Czajkowska-Rawska Maria Golimowska-Chylińska Krystyna Jakubowska-Tabaka Danuta Kordaczuk Krystyna Krupa-Malinowska Józefa Ledwig-Bęben Jadwiga Książek-Marko Jadwiga Rutkowska Maria Śliwka Zofia Szczęśniewska-Bryszewska |             |

## Engagés polonais par sport

### Athlétisme
| Hommes | Femmes |
| --- | --- |
| 100 mètres - Wieslaw Maniak, 4e - Marian Dudziak - Zbigniew Syka 200 mètres - Marian Foik, 6e - Andrzej Zielinski 400 mètres - Andrzej Badenski, Médaille de bronze - Ireneusz Kluczek - Stanislaw Swatowski 1 500 mètres - Witold Baran, 6e 400 Mètres haies - Boguslaw Gierajewski 3 000 mètres steeple - Edward Szklarczyk 4 x 100 mètres - Andrzej Zielinski, Wieslaw Maniak, Marian Foik et Marian Dudziak, Médaille d'argent 4 x 400 mètres - Marian Filipiuk, Ireneusz Kluczek, Stanislaw Swatowski et Andrzej Badenski, 6e 20 km Marche - Mieczyslaw Rutyna, 26e 50 km Marche - Mieczyslaw Rutyna Poids - Władysław Komar, 9e - Alfred Sosgórnik, 15e Saut en Longueur - Andrzej Stalmach, 8e Saut en Hauteur - Edward Czernik, 11e Saut à la perche - Wlodzimierz Sokolowski Triple Saut - Józef Szmidt, Médaille d'or - Jan Jaskólski, 12e Marteau - Olgierd Cieply, 8e - Tadeusz Rut, 10e - Zdzislaw Smolinski, 14e Javelot - Janusz Sidlo, 4e - Wladyslaw Nikiciuk, 9e Disque : - Zenon Begier, 6e - Edmund Piątkowski, 7e | 100 mètres - Ewa Kłobukowska, Médaille de bronze - Halina Richter-Górecka-Herrmann, 7e - Barbara Lerczak-Janiszewska-Sobotta 200 mètres - Irena Szewińska, Médaille d'argent - Barbara Lerczak-Janiszewska-Sobotta, 6e 80 mètres Haies - Teresa Cieply, Médaille d'argent - Maria Piatkowska-Chojnacka-Ilwicka, 6e 4 x 100 mètres - Teresa Cieply, Irena Szewińska, Halina Richter-Górecka-Herrmann et Ewa Kłobukowska, Médaille d'or Saut en hauteur - Jaroslawa Józwiakowska-Bieda, 10e Saut en longueur - Irena Szewińska, Médaille d'argent |

### Aviron
| Hommes |
| --- |
| Skiff - Eugeniusz Kubiak Deux sans barreurSkiff - Czeslaw Nawrot - Alfons Slusarski, 8e Deux barré - Kazimierz Naskrecki, Marian Siejkowski et Stanislaw Kozera, 6e Quatre barré - Szczepan Grajczyk, Marian Leszczynski, Ryszard Lubicki, Andrzej Nowaczyk et Jerzy Pawlowski, 6e |

### Basketball
| Hommes |
| --- |
| L'équipe polonaise olympique termine 6e - Andrzej Perka - Andrzej Pstrokoński - Bohdan Likszo - Janusz Wichowski - Jerzy Piskun - Kazimierz Frelkiewicz - Krystian Czernichowski - Krzysztof Sitkowski - Mieczysław Łopatka - Stanisław Olejniczak - Tadeusz Blauth - Zbigniew Dregier |

### Boxe
| Hommes |
| --- |
| Mouche - Artur Olech, Médaille d'argent Coq - Brunon Bendig, 9e Plume - Piotr Gutman, 5e Legers - Józef Grudzień, Médaille d'or Super Legers - Jerzy Kulej, Médaille d'or Mi-moyen - Marian Kasprzyk, Médaille d'or Super Mi-moyen - Józef Grzesiak, Médaille de bronze Moyen - Tadeusz Walasek, Médaille de bronze Mi-lourd - Zbigniew Pietrzykowski, Médaille de bronze Lourd - Wladyslaw Jedrzejewski, 9e |

### Canoë-kayak
| Hommes | Femmes |
| --- | --- |
| K1 1000m - Wladyslaw Szuszkiewicz K2 1000m - Wladyslaw Zielinski - Stefan Kaplaniak K4 1000m - Stanislaw Jankowiak - Ryszard Marchlik - Rafal Piszcz - Robert Ruszkowski | K1 500m - Daniela Walkowiak-Pilecka, 7e K2 500m - Izabella Antonowicz-Szuszkiewicz - Daniela Walkowiak-Pilecka, 8e |

### Cyclisme
| Hommes |
| --- |
| Route individuel - Jan Kudra, 13e - Jan Magiera, 44e - Andrzej Bławdzin, 77e - Rajmund Zieliński, 82e Route par équipe - 100 km - Andrzej Bławdzin, Józef Beker, Jan Magiera et Rajmund Zieliński, 11e Kilomètre - Zbysław Zając, 5e Vitesse individuel - Wacław Latocha, 7e Poursuite individuel - Lucjan Józefowicz, 5e |

### Escrime
| Hommes |
| --- |
| Fleuret individuel - Egon Franke, Médaille d'or - Witold Woyda, 9e - Ryszard Parulski Fleuret par équipe - Zbigniew Skrudlik, Witold Woyda, Egon Franke, Ryszard Parulski et Janusz Różycki, Médaille d'argent Epée individuel - Bogdan Gonsior, 5e - Henryk Nielaba, 9e - Wieslaw Glos Epée par équipe - Henryk Nielaba, Mikolaj Pomarnacki, Bogdan Gonsior, Bohdan Andrzejewski et Jerzy Pawlowski,5e Sabre individuel - Emil Ochyra, 5e - Jerzy Pawlowski, 9e - Andrzej Piatkowski Sabre par équipe - Jerzy Pawlowski, Ryszard Zub, Andrzej Piatkowski, Emil Ochyra et Wojciech Zablocki, Médaille de bronze |

### Gymnastique
| Hommes |
| --- |
| - Mikołaj Kubica - Wilhelm Kubica - Alfred Kucharczyk - Aleksander Rokosa - Jan Jankowicz - Andrzej Konopka - Gerda Bryłka - Małgorzata Wilczek - Barbara Eustachiewicz - Elżbieta Apostolska - Dorota Miler - Gizela Niedurny |

### Haltérophilie
| Hommes |
| --- |
| Poids coq - Henryk Trębicki, 4e Poids plume - Mieczysław Nowak, Médaille de bronze - Rudolf Kozłowski, 7e Poids léger - Waldemar Baszanowski, Médaille d'or - Marian Zieliński, Médaille de bronze 75-82,5 kg - Jerzy Kaczkowski, 4e 82,5-90 kg - Ireneusz Paliński, Médaille de bronze |

### Lutte
| Hommes |
| --- |
| Greco-Romaine Poids Coq - Bernard Knitter Greco-Romaine Poids Plume - Kazimierz Macioch Greco-Romaine Poids Mi-moyen - Bolesław Dubicki, 4e Greco-Romaine Poids Moyen - Czesław Kwieciński Greco-Romaine Poids Mi-lourd - Lucjan Sosnowski |

### Tir
| Hommes |
| --- |
| Pistolet feu rapide à 25 m - Józef Zapędzki, 15e Pistolet à 50 m - Kazimierz Kurzawski, 25e 300 m carabine trois positions - Henryk Górski, 15e carabine trois positions 50 m - Jerzy Nowicki, 5e - Henryk Górski, 18e carabine à 50 m position couchée - Stanisław Marucha, 16e Fosse olympique - Adam Smelczyński, 32e |

### Volleyball
| Femmes |
| --- |
| L'équipe polonaise olympique termine Médaille de bronze - Krystyna Czajkowska-Rawska - Maria Golimowska-Chylińska - Krystyna Jakubowska-Tabaka - Danuta Kordaczuk - Krystyna Krupa-Malinowska - Józefa Ledwig-Bęben - Jadwiga Książek-Marko - Jadwiga Rutkowska - Maria Śliwka - Zofia Szczęśniewska-Bryszewska |